# Spalti di Toro
Gli Spalti di Toro (Spàute de Tóro o Spòute de Tóro in dialetto cadorino, Spalts dal Tor in friulano) sono un gruppo montuoso delle Dolomiti Venete e Friulane, in Veneto (provincia di Belluno) e in Friuli-Venezia Giulia (provincia di Pordenone). Il loro nome fa riferimento al famoso Campanile di Val Montanaia che si trova circondato dal gruppo: infatti "tor" in friulano significa "campanile". Il Campanile Toro, nel versante cadorino, ha la stessa etimologia.

## Collocazione
Il gruppo si trova ad est del lago di Centro Cadore ed è delimitato a nord-est dalla Forcella Montanaia e a sud-ovest dalla Forcella Val Misera. La prima forcella divide il gruppo da quello dei Monfalconi mentre la seconda dal Gruppo del Duranno.

## Classificazione

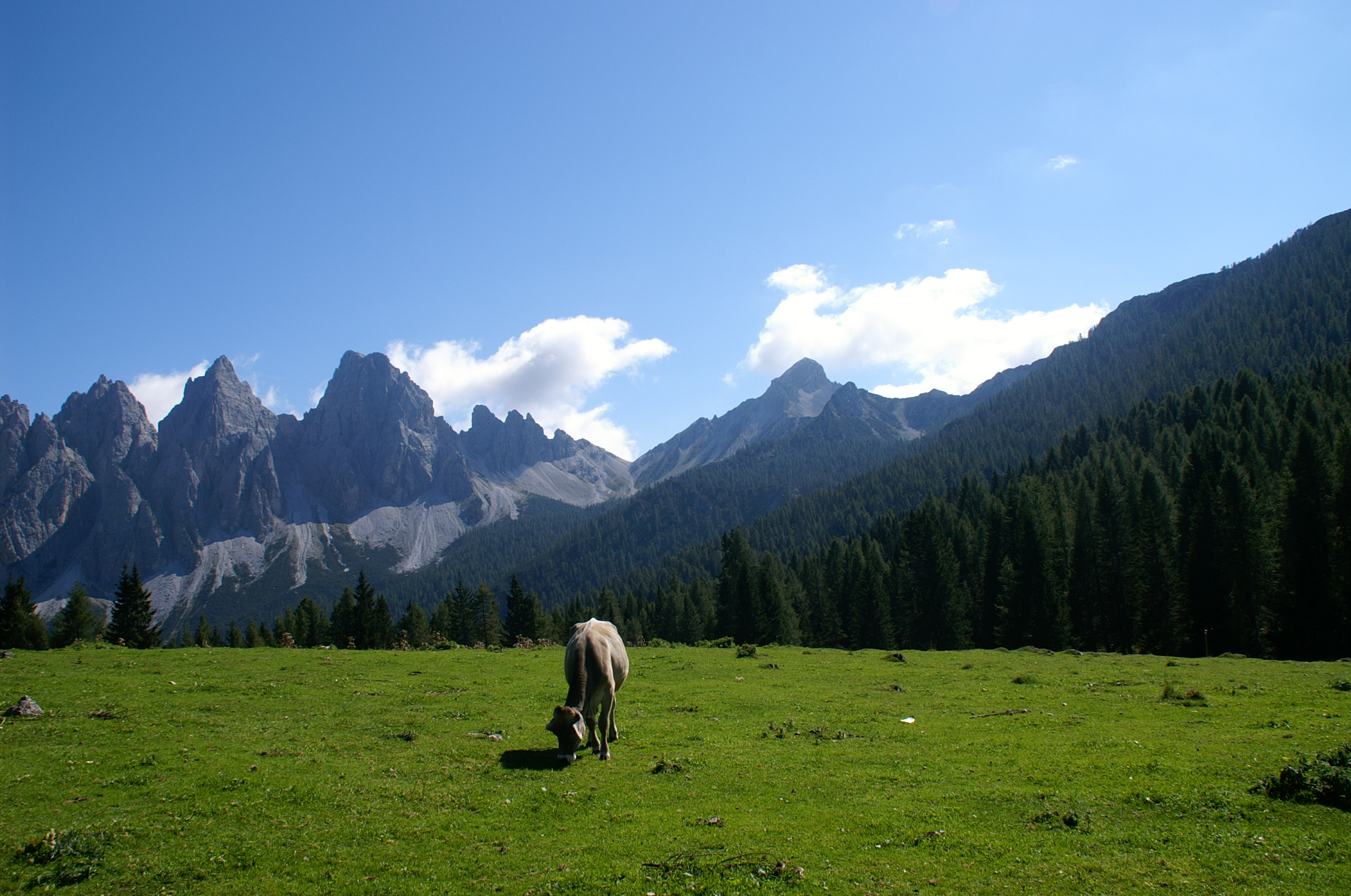
Spalti di Toro e forcella Spé da casera Vedorcia, Pieve di Cadore

Secondo la SOIUSA gli Spalti di Toro sono un sottogruppo alpino con la seguente classificazione:
- Grande parte = Alpi Orientali
- Grande settore = Alpi Sud-orientali
- Sezione = Alpi Carniche e della Gail
- Sottosezione = Prealpi Carniche
- Supergruppo = Dolomiti Friulane
- Gruppo = Gruppo Spalti-Monfalconi
- Sottogruppo = Spalti di Toro
- Codice = II/C-33.III-A.2.b

## Suddivisione
Gli Spalti di Toro possono essere suddivisi in:
- Ramo di Vedòrcia
- Ramo del Castellato
- Ramo di Toro

## Vette

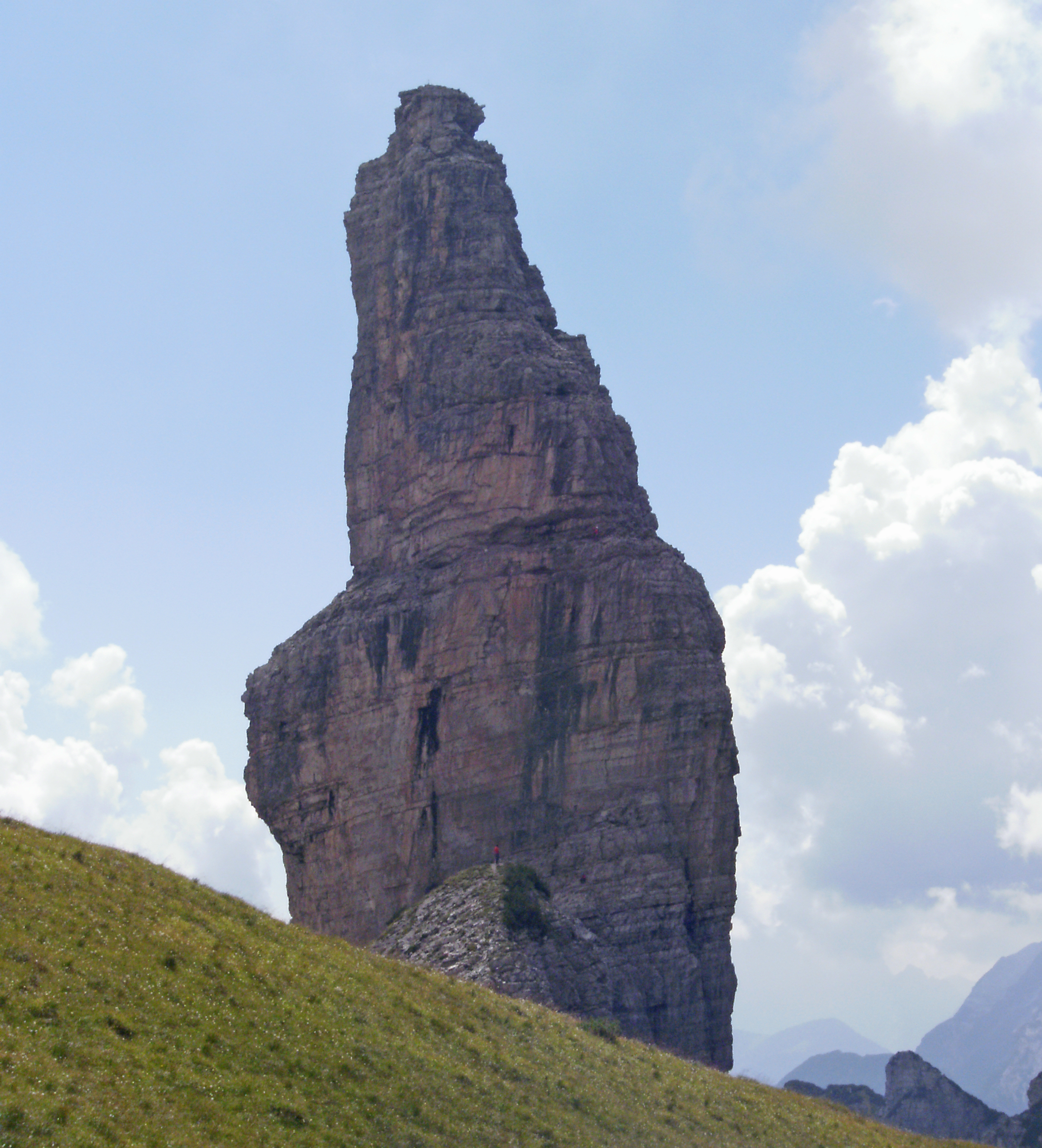
Il Campanile di Val Montanaia.

Alcune delle vette principali degli spalti di Toro sono:
- Cima Both - 2.437 m
- Cima Talagona - 2.429 m
- Cima Cadìn degli Elmi - 2.424 m
- Castellato - 2.424 m
- Campanile Toro - 2.345 m
- Torre di Vedorcia - 2.315 m
- Campanile di Val Montanaia - 2.173 m

## Rifugi e bivacchi

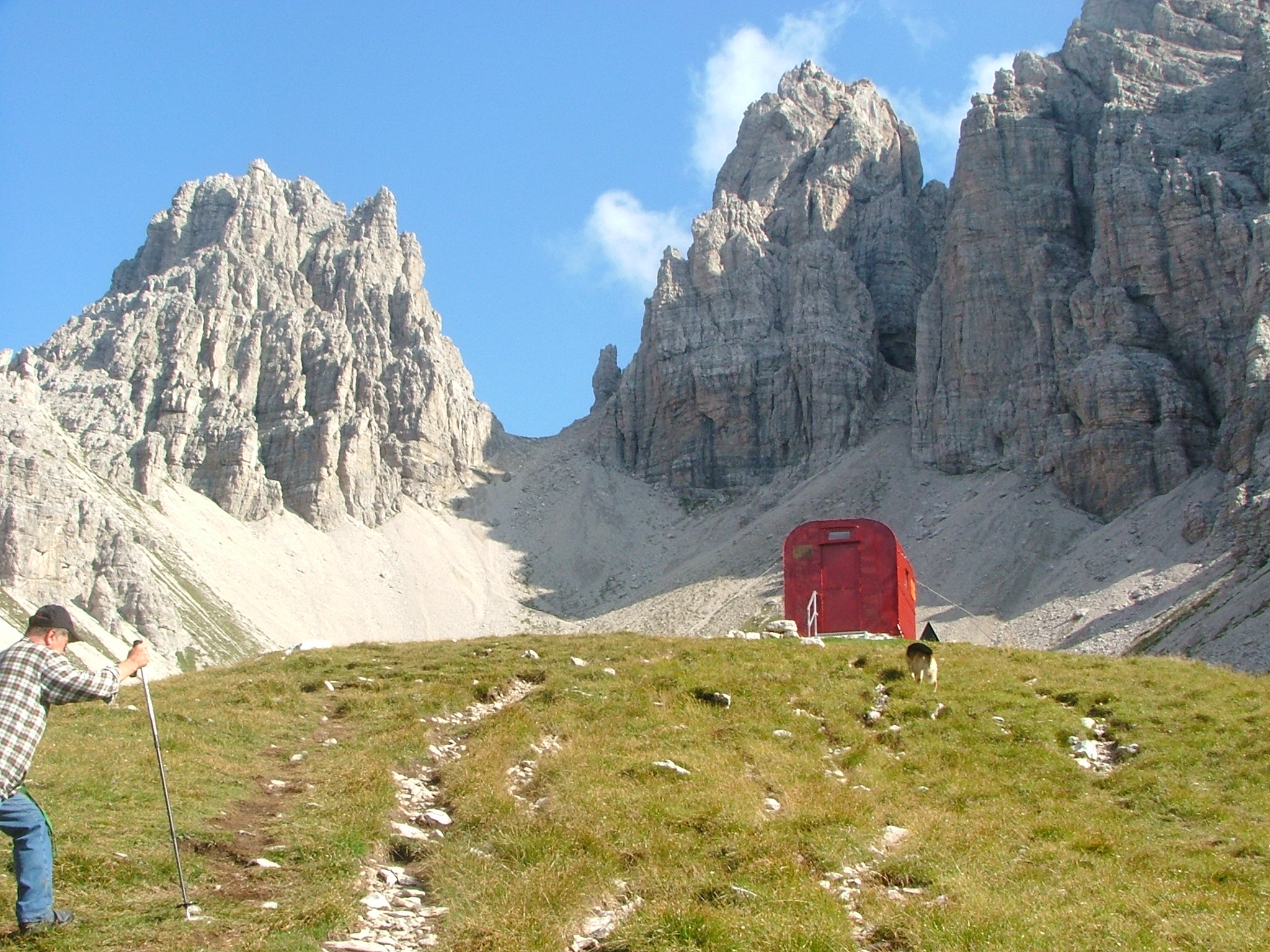
Il Bivacco Giuliano Perugini. In alto a sinistra la Cima Both.

I rifugi ed i bivacchi che contornano il gruppo sono:
- Bivacco Giuliano Perugini - 2.060 m
- Bivacco Gervasutti - 1.940 m
- Bivacco Marchi-Granzotto - 2.152 m
- Rifugio Tita Barba - 1.821 m
- Rifugio Padova - 1.278 m
- Rifugio Pordenone - 1.249 m

## Storia alpinistica
Il gruppo dei Monfalconi è noto fin dagli albori dell'alpinismo dolomitico ma durante gli Anni d'oro dell'Alpinismo (XIX sec.) ne rimase tagliato fuori per l'impraticità dei suoi accessi, specie dal versante meridionale; solo una breve puntata di Arturo Ferrucci, presidente della Società Alpina Friulana, che sale il Monfalcon di Montanaia e di Mantica porta alla conquista della Cima d'Arade nel 1895. Fu solo all'inizio del XX secolo che gli alpinisti cominciarono a desiderare le guglie custodite in questa appartata catena ed è in questo momento che si accende la gara per la conquista del Campanile di Val Montanaia, la guglia più bella e nota del massiccio, che venne scalata nel 1902 da Wolf von Glanvell e Karl von Saar riprendendo il tentativo interrotto da Napoleone Cozzi e Alberto Zanutti.
Come i vicini Monfalconi, anche gli Spalti di Toro furono conquistati tutti entro la Prima Guerra Mondiale da un nutrito gruppo di scalatori veneti capeggiati da Umberto Fanton. Notevoli furono le puntate della guida Tita Piaz che aprì un difficile itienerario (V grado, solo Dulfer e Dibona lo superarono prima del conflitto) sul Campanile Toro, una via sul Castellato, ed alcuni altri itinerari esplorativi sul Castello di Vedorcia. Dopo la Grande Guerra gli spalti vennero visitati da Ettore Castiglioni e da Giusto Gervasutti che aprì sulla Cima Both una delle due sole sue vie dolomitiche, prima di passare al Monte Bianco. L'attività di apertura di nuovi itinerari proseguì anche dopo la Seconda Guerra Mondiale ma in misura sempre minore in quanto queste cime persero progressivamente di interesse in favore di mete più facilmente raggiungibili.

## Ascensioni
Gli Spalti di Toro sono quasi sempre di scomodo accesso, specie nei dintorni di Forcella Spe e ciò ne ha limitato la frequentazione nel corso degli anni, malgrado offrano una serie di belle ascensioni sia come vie normali che come arrampicate. Le più note oggigiorno sono:
- Cima Rosina, situata sopra il sentiero che sale al Bivacco Giuliano Perugini, offre due itinerari lungo gli spigoli della parete sud frequentati e su roccia buona (Agnoli-Carratù V+; Scoiattoli V+).
- Il Campanile Toro, percorso da più vie, è salito alcune volte lungo la via normale (III+).
- La Cima Both e la Cima Emilia, situate sopra la conca del Bivacco Giuliano Perugini e circondate da pareti verticali, offrono numerose arrampicate su buona roccia e di difficoltà variabile dal III al VI, purtroppo messe in ombra dal dirimpettaio Campanile di Val Montanaia. La Cima Both poi cade verso nord con una grande parete su cui sale una via dell'alpinista Giusto Gervasutti.
- la Cima Toro presenta itinerari di un discreto sviluppo, come la via Migotto (IV+) e qualche volta ripresi.
- Il Campanile di Val Montanaia è la perla del gruppo ed è quello più frequentato e conosciuto, tra i vari picchi del massiccio.